# Добровинский, Александр Андреевич
Алекса́ндр Андре́евич Доброви́нский (род. 25 сентября 1954, Москва) — российский юрист, специалист по семейным делам, управляющий партнёр московской коллегии адвокатов «Александр Добровинский и партнёры». Кандидат юридических наук. Лишён статуса адвоката 29 октября 2020 года сроком на два года. В 2023 году снова получил статус адвоката в Адвокатской палате Чеченской республики. 
По данным Интерфакса, известен участием в резонансных уголовных и гражданских делах крупных бизнесменов, представителей мира политики, шоу-бизнеса, спорта и искусства. В частности, представлял интересы Ф. Б. Киркорова, Р. С. Байсарова, А. А. Мордашова, Б. А. Березовского, В. И. Слуцкера и других публичных персон.
Победитель конкурса «Лидер года» в номинации «Лучший адвокат России 2003 года».
В 2002 году был чемпионом России по гольфу. Президент Московского гольф-клуба.
Известен также как коллекционер предметов искусства, радиоведущий и колумнист.

## Биография
Родился 25 сентября 1954 года в Москве. Рано потерял отца — Абрама Александровича Добровинского. В 14 лет Александра усыновил отчим Андрей Богданович Айвазьянц, три года подросток носил его фамилию. После совершеннолетия вернул себе фамилию отца, принял отчество отчима, и с 1972 года в документах именуется как Александр Андреевич Добровинский. Любовь к искусству внуку передал дед по матери Рубен Борисович Кусиков, знаток и ценитель живописи, — младший брат поэта Александра Кусикова, участника «Ордена имажинистов» — наряду с Есениным и Мариенгофом.
С 1972 по 1975 год учился на экономическом факультете ВГИКа, но не окончил его.
В 1976 году Александр уехал в Париж, где жила его мама Люси Рубеновна, француженка армянского происхождения.
Работал официантом, был владельцем парижского ресторана русской кухни «Регаль». Через три года уехал в США, где прослушал курс юриспруденции (квалификация на паралегала) при только что открывшемся (в 1976 году) юридическом факультете Университета Пейса. Однако, юридическое обучение в Америке не окончил. Работал ассистентом в юридической фирме, таксистом, чтобы оплачивать учёбу.
В 1997 году окончил Государственную классическую академию имени Маймонида по квалификации юрист, преподаватель международного права . В 2001 году в Волгоградской академии МВД России под научным руководством доктора юридических наук, профессора С. А. Комарова, защитил диссертацию на соискание учёной степени кандидата юридических наук по теме «Право, как социокультурное явление развития цивилизации». Официальные оппоненты — доктор юридических наук, профессор Т. Н. Радько и доктор юридических наук, профессор А. Г. Хабибулин. Ведущая организация — Московский военный институт Федеральной пограничной службы России.
Жена Марина работает врачом-стоматологом, у супругов заключён брачный договор. Есть две дочери. Есть внебрачная дочь, с которой не поддерживает отношения.
Болельщик футбольного клуба «Динамо» (Москва) с 1959 года.
Один из самых известных коллекционеров советского фарфора.

## Адвокатская и предпринимательская деятельность
С 1988 года начал регулярно приезжать в СССР, и окончательно вернулся в начале 1990-х годов. Экстерном получил диплом юриста и в 1992 году открыл своё первое адвокатское бюро. Специализировался на корпоративном праве, а также на бракоразводных процессах.
Первую известность Добровинскому принесла скандальная история со швейцарской фирмой «Noga», пытавшейся отсудить у Российской Федерации долги за поставленное продовольствие и угрожавшей арестом принадлежащего государству имущества.
На протяжении нескольких лет представлял интересы оппонентов «ЮКОСа», боровшихся за активы Восточной нефтяной компании.
Участвовал в освещавшихся в прессе процессах по разделу имущества в ходе разводов предпринимателя Л. Чёрного в 1999 году, владельца «Северстали» А. Мордашова в 2001 году.
В 2007 году представлял интересы главного редактора русской версии журнала Forbes М. Кашулинского в деле по иску компании «Интеко», владельцем которой являлась супруга тогдашнего мэра Москвы Ю. Лужкова Е. Батурина.
В марте 2008 года в Московском городском суде на заочном процессе по обвинению бывшего акционера «ЮКОСа» Леонида Невзлина в организации убийств и покушений Добровинский выступил с компрометирующими обвиняемого показаниями.
В 2009 году представлял интересы предпринимателя Р. Байсарова, бывшего фактического мужа К. Э. Орбакайте, в их конфликте из-за сына Дени.
Был адвокатом совладельца компании «Фининвест» В. Слуцкера в деле о разводе с женой, хозяйкой сети «World Class» О. Слуцкер.
В 2010 году представлял интересы Ф. Киркорова, обвинявшегося в избиении помощника режиссёра М. Яблоковой.
Далеко не во всех спорах Добровинский выступал на стороне публичных персон. Так, в июле 2011 года он представлял интересы фотокорреспондента газеты «Комсомольская правда» Е. Гусевой, направил в полицию заявление с требованием возбудить уголовное дело в отношении певца Валерия Меладзе по обвинению в избиении журналистки.
В 2012 году коллегия адвокатов Добровинского открыла филиал в Лондоне, который будет обслуживать клиентов, имеющих деловые и личные интересы в Великобритании.
Победитель открытого ежегодного Всероссийского конкурса «Лидер года» в номинации «Лучший адвокат России 2003 года».
Бывший председатель совета директоров компании «Арбат Престиж».
В марте 2013 года был назначен председателем правления компании «Поток», а месяцем позже стал совладельцем банка «Пушкино».
30 сентября 2013 года Центробанк в связи с неоднократным нарушением федеральных законов отозвал лицензию у банка «Пушкино», владельцем 19-процентного пакета акций которого является Добровинский.
В 2020 году защищал интересы потерпевших по делу о ДТП с участием Михаила Ефремова. 29 октября 2020 года был лишён адвокатского статуса Советом адвокатской палаты Москвы на два года за нарушение адвокатской этики в ходе разбирательства по делу. 
В 2023 году снова получил статус адвоката в Адвокатской палате Чеченской республики (реестровый номер 20/1440).
В сентябре 2024 года певица Алсу сообщила о подаче иска против Александра Добровинского за распространение ложной информации.

## Общественная деятельность
Добровинский — чемпион России по гольфу (2002). Президент Московского загородного гольф-клуба.
Известен как коллекционер. Крупнейшая в мире частная коллекция советского фарфора, принадлежащая Добровинскому, выставлялась в Пушкинском музее, где заняла пять залов. Несколько раз менял квартиры ради удобной экспозиции этой коллекции. Собрал коллекцию лакированных шкатулок с изображением революционных миниатюр, а также фотографий и картин первой половины XX века. Собирал тибетскую иконопись XVII—XVIII века, аксессуары для курения сигар.
В 2014 году Добровинский купил часть участка дачи, ранее принадлежавшей Любови Орловой и Григорию Александрову, а также личный архив актрисы.
Свободно владеет английским и французским языками. Автор более десяти научных работ по юриспруденции. Кандидат юридических наук.
С 2012 года ведёт передачу «Йога для мозгов» на радиостанции «Серебряный дождь». Ведёт авторскую колонку в журнале Tatler.

## Фильмография
| Год  |   | Название                          | Роль                                                 |
| ---- | - | --------------------------------- | ---------------------------------------------------- |
| 2013 | ф | Weekend                           | адвокат Игоря Лебедева                               |
| 2014 | ф | Дедушка моей мечты                | Фишман, риэлтор                                      |
| 2017 | ф | Короткие волны                    | Александр Абрамович Фридман, бухгалтер / голос Леона |
| 2022 | с | Исправление и наказание (1 серия) | адвокат Виктора Верхоланцева                         |

## Награды
- Командор ордена Звезды Италии (2 июня 2013 года, Италия)[37].

## Научная деятельность
- Добровинский A.A. Актуальные вопросы соотношения нравственности и права // Право и экономика. М.: МНЭПУ. 2000 — 1 п. л. Автореферат диссертации на соискание степени кандидата юридических нук Добровинского А. А.
- Добровинский A. A. Актуальные вопросы правопонимания // Проблемы права. М.: РГГУ. 2000. — 0,75 п. л.Там же
- Добровинский А. А. Источники права // Сборник научных трудов аспирантов издательства «Спутник». М. 2000. — 1 п. л.Там же
- Добровинский A. A. Основные вопросы понятия, содержания и типизации современных правовых систем // Политика. Власть. Право. / Под ред. С. А. Комарова. Вып. III. СПБ.: Издательство Юридического института. 2001. — 0,75 п. л.Там же
- Добровинский А. А. Право как социокультурное явление развития цивилизации : диссертация … кандидата юридических наук : 12.00.01. — Коломна, 2001. — 205 с.Электронный каталог РГБ